# 誹謗 (ボッティチェッリ)
『ラ・カルンニア』いわゆる『誹謗』（ひぼう、伊: La Calunnia, 英: The Calumny）は、イタリアのルネサンス期の巨匠サンドロ・ボッティチェッリが1495年頃に制作した絵画である。『アペレスの誹謗』（アペレスのひぼう、英: Calumny of Apelles）あるいは『誹謗の寓意』（ひぼうのぐうい、伊: Allegoria della calunnia）とも呼ばれる。テンペラ画。古代ギリシアの画家アペレスが描いたとされる失われた古代絵画の記述に基づいた作品である。現在はフィレンツェのウフィツィ美術館に所蔵されている。
古代ローマの風刺作家ルキアノスによって説明されたアペレスの絵画はルネサンス期のイタリアで人気を博した。人文主義者レオン・バッティスタ・アルベルティはこれを賞賛して、非常に影響力があった1435年の著書『絵画論』（Della pictura）の中で芸術家が再現するべき主題として推奨した。また15世紀の間にルキアノスのギリシャ語テキストのラテン語あるいはイタリア語の翻訳が4冊出版された。
ボッティチェッリのいくつかの世俗的な作品は、古代ギリシア絵画の失われた栄光の一部を再現することに関心を示している。これは古典文学の中でも特に、絵画の描写で構成された人気の文学ジャンルであるエクフラシスに記録されている。約10年前に描かれたボッティチェッリの『ヴィーナスとマルス』（Venere e Marte）は、ルキアノスによる別のエクフラシスに由来する、マルスの甲冑で遊ぶ幼児のサテュロスに構図の一部を借用したことが一般的に同意されているが、ボッティチェッリの他の絵画は明らかに古代の構図をほぼ完全に再現する試みではない。
この絵画は9人の登場人物（および多くの彫像が描かれている）を含む寓意画であるが、高さ62センチ、横幅91センチというサイズはボッティチェッリの大きな神話画よりもはるかに小さく、板絵や家具に取り付けることを目的としたスパッリエーラ作品の通常のサイズよりも大きい。しかし、その大きさは『神秘の降誕』（Natività mistica）に匹敵しており、ボッティチェッリ自身が使用するために描いたようである。絵画は1494年あるいは1495年頃に完成し、おそらく現存する彼の最後の世俗画となった。おそらくボッティチェッリ自身やジローラモ・サヴォナローラなど、誹謗中傷された特定の人物を念頭に置いて描かれたのではないかとしばしば推測された。実際にボッティチェッリは数年後の1502年に、男色を行ったとして匿名で告発されている。

## 作品
各人物像は悪徳や美徳の擬人化であり、ミダス王と犠牲者は権力者と無力な無実の擬人化である。それらは左から右に表わされている（別名あり）。「真実」は画面左の裸の女性で、右手を上げて天を仰ぎ見ており、その隣でフードのある黒い服を着た老婆の姿の「悔悟」が「真実」を振り返っている。半裸の男で表された「無実」は画面中央に横たわり、手を合わせている。「誹謗」は白と青の服を着て、燃える松明を持っている女性で、「無実」の髪を掴んでミダス王の前に引き出そうとしており、彼女の周囲には赤と黄色の服を着た「背信」あるいは「謀議」と、「誹謗」の髪を整えている「欺瞞」がいる。「誹謗」のすぐ前には、ひげを生やし、フードのある黒い服を着た「怨恨」あるいは「羨望」が立っており、ミダス王の眼前に手をかざして王の視界を隠している。画面右の玉座の上では、ロバの耳を持ったミダス王が座っており、王の向こう側と手前に「無知」と「猜疑」が立ち、王のロバの耳をつかんで偽りの言葉を語りかけている。ミダス王は誹謗に手を伸ばしているが、その目は下を向いているため、眼前の光景は見えない。

ディテール（画面左、画面中央、画面右）
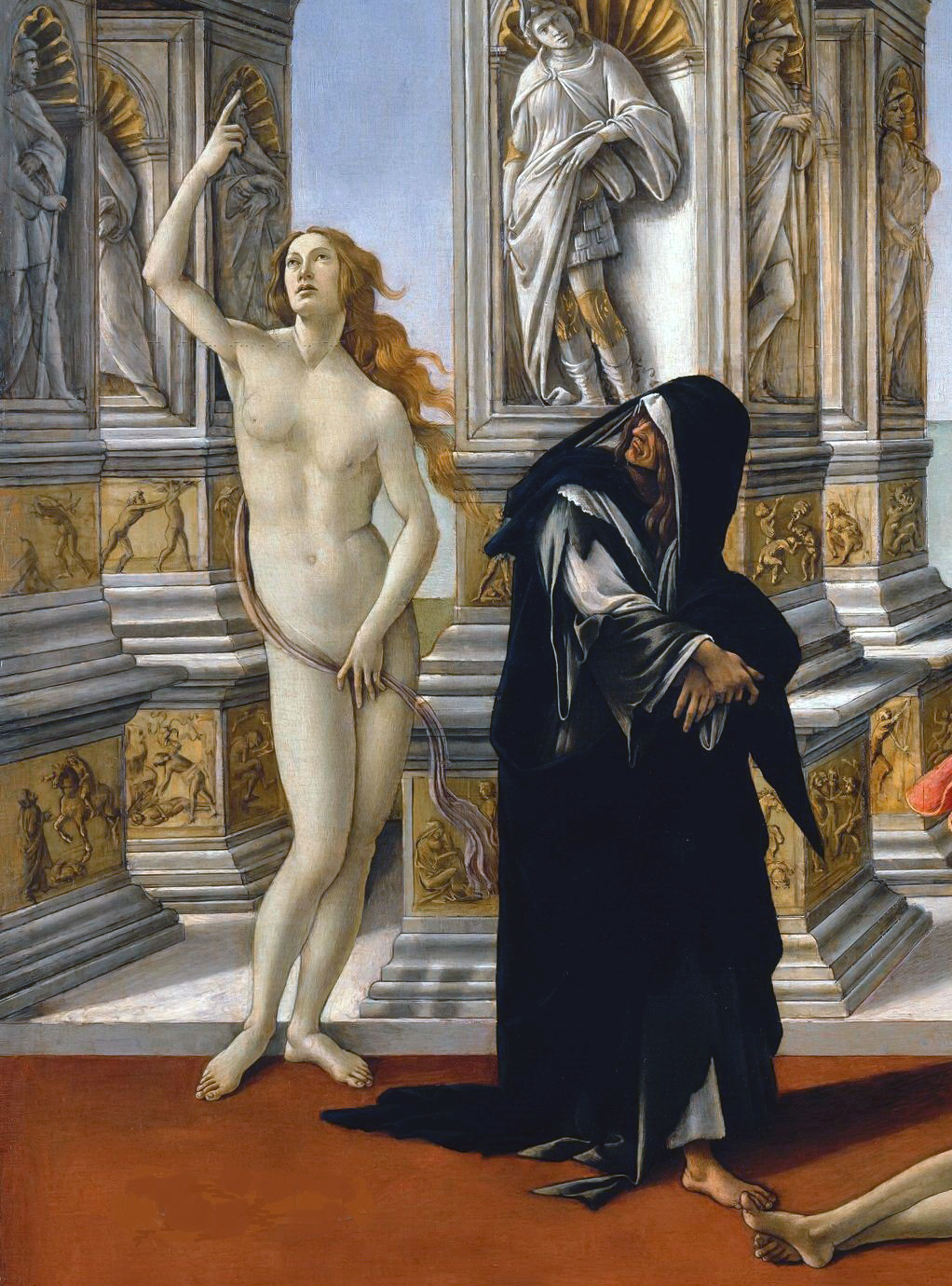
裸の「真実」と黒い衣服の「悔悟」
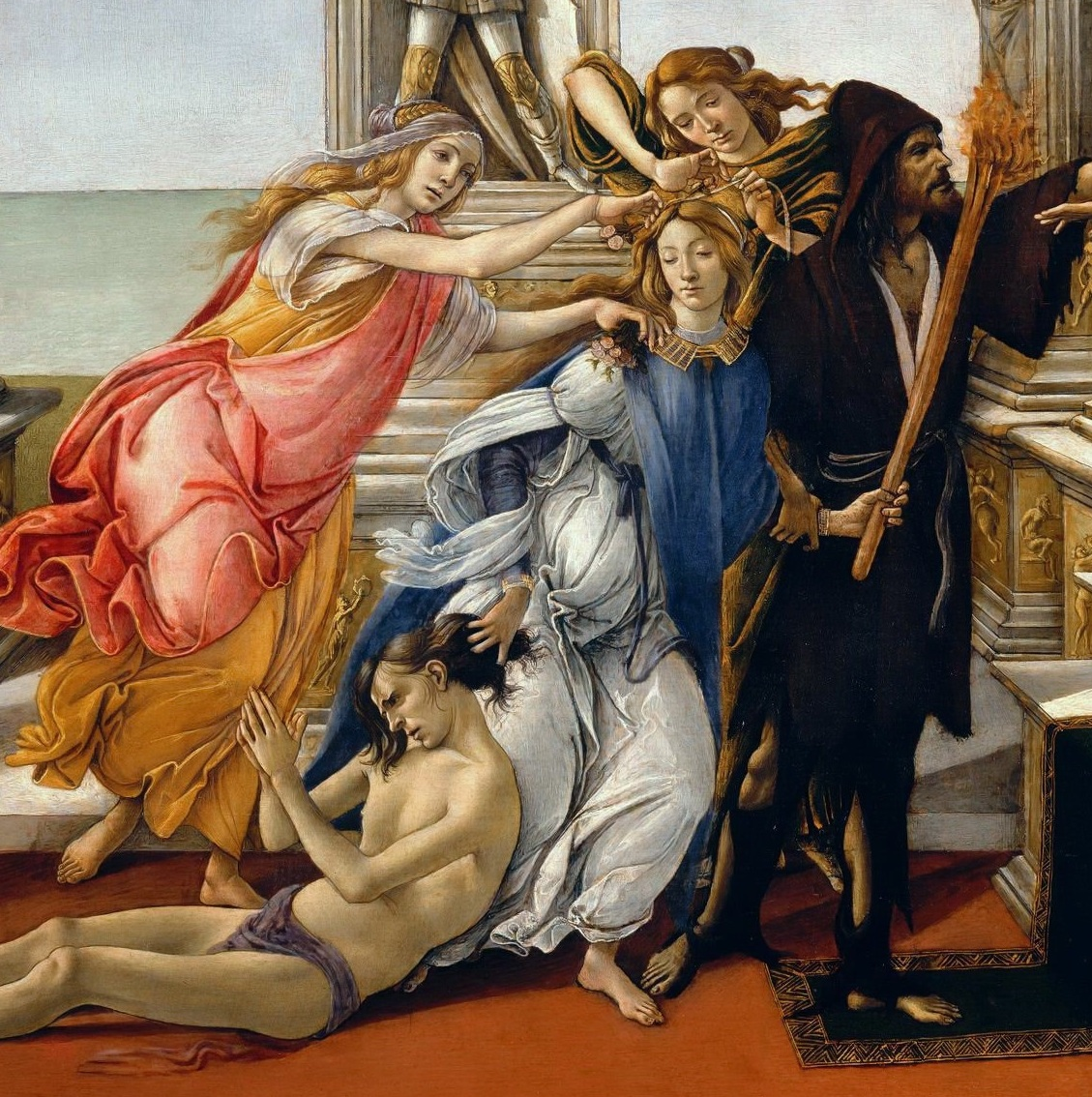
「無実」の髪を掴んでミダス王の前に引き出そうとする「誹謗」
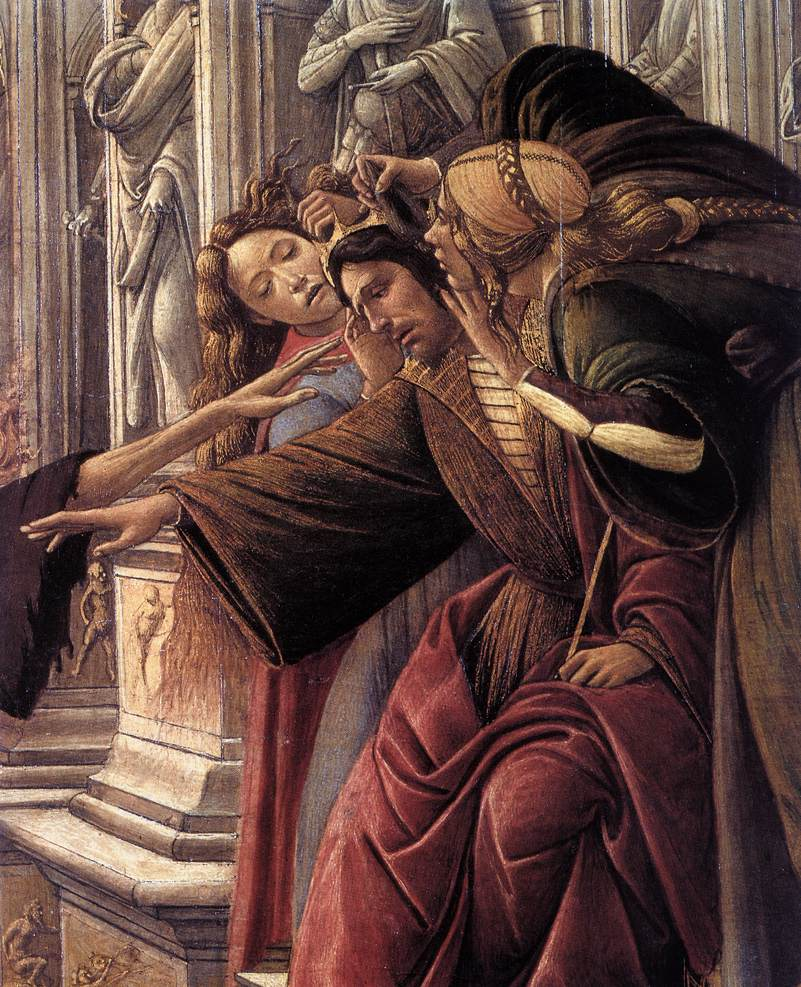
「無知」と「猜疑」の偽りの言葉を聞かされるミダス王

これらの同一性は、古代ギリシアのヘレニズム時代の画家アペレスの絵画に関するルキアノスの説明から明らかである。アペレスの作品は現存していないが、ルキアノスは『誹謗について』（On Calumny）の中でその作品を詳しく記録している。

その右側には、「誹謗」に手を差し伸べている非常に大きな耳を持つミダス王が座っているが、一方で彼女はまだ彼から少し離れたところにいます。彼の近くの片側に「無知」と「猜疑」という二人の女性が立っています。その一方で、並外れた美しい女性の姿をした「誹謗」がやって来ていますが、悪意ある情熱と興奮に満ちており、左手に燃え盛る松明を持ち、もう一方の手は、天空に両手を伸ばし、自らの潔白を証明するよう神々に呼びかけている若い男の髪を引っ張っていることで、彼女が怒りと憤りを感じていることがはっきり分かります。彼女は、鋭い目をした、まるで長患いで痩せ衰えたかのように見える青白い醜い男に案内されています。彼は「羨望」を表しています。「誹謗」には二人の女性が付き添っていますが、うち一人は「欺瞞」であり、もう一人は「謀議」です。彼らの後ろには、ぼろぼろになった黒い服とともに深い哀悼の意をまとった女性が続きます。彼女は「悔悟」です。いずれにしても、彼女は目に涙をためながら振り返り、ゆっくり近づいてくる「真実」に、恥辱に満ちた、ひそかな視線を投げかけています。

この絵画はアペレス自身がエジプト王プトレマイオス4世・ピロパトルに対して謀反を企てたと誹謗中傷された後に制作したものである。ルキアノスが伝えるところによると、アペレスとライバルの画家アンティピロスはプトレマイオス4世に仕えていたが、アンティピロスは紀元前219年頃、アペレスがアイトリアのテオドトスと共謀して、テュロスなどのシリアの都市をセレウコス朝に譲渡したと非難した。プトレマイオス4世は讒言によりアペレスを処刑しようとしたが、その寸前に反乱軍の捕虜の1人がアペレスの無実を証明し、中傷者自身は金とともに奴隷としてアペレスに与えられた。アペレスはその後、絵画の中に自身が置かれた危険に対する憤りを表現した。ルキアノスの物語の難点は、アペレスの活動した年代が全く確実ではないにもかかわらず、通常、プトレマイオス4世時代の陰謀の約1世紀前に活躍したアレクサンドロス大王の同時代人と見なされていることである。対してルキアノスはアレクサンドロス大王の時代から約5世紀後の人物である。

### 借用と様式

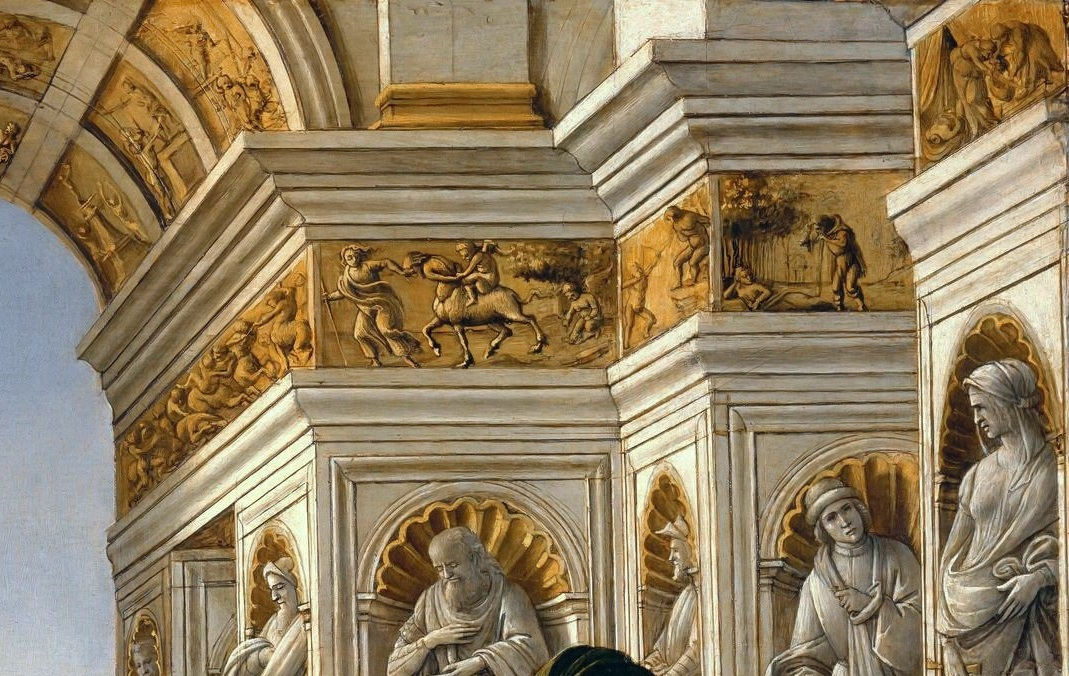
ディテール。玉座の上。

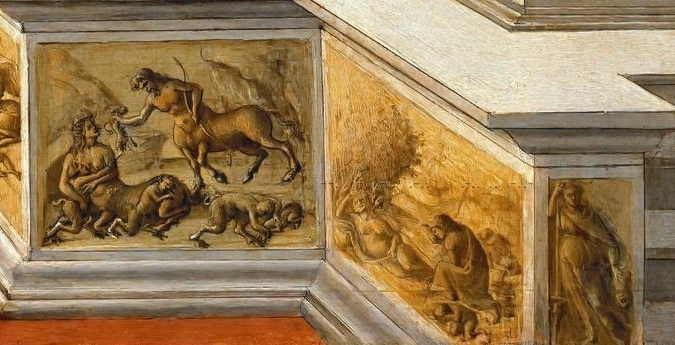
ディテール。玉座の下に描かれた「ケンタウロスの家族」。

美術史家ロナルド・ライトボーン はおそらく『神秘の降誕』がそうであったように、本作品はもともとボッティチェッリ自身が楽しみ使用することを目的として制作したのではないかと考えている。ルキアノスやアルベルティの記述では舞台設定に関する説明はなく、ボッティチェッリは、古典的な英雄や、古代神話の怪物、戦いの場面などの彫刻やレリーフで極めて精巧に装飾された玉座の間を想像した。部屋を取り巻く広大なレリーフにはボッティチェッリの『ナスタージョ・デリ・オネスティの物語』（Nastagio degli Onesti, primo episodio）や『ユディトのベトリアへの帰還』（Ritorno di Giuditta a Betulia）など、初期のスッパッリエーラ作品からの引用がいくつか含まれている。「真実」の寓意像は明らかに『ヴィーナスの誕生』（La Nascita di Venere）のヴィーナスに由来している。 画面中央のグループの上の壁龕にある聖ゲオルギウスらしき像は、アンドレア・デル・カスターニョのフレスコ画に由来するものと思われる 。
他の場面はおそらく古代の彫刻された宝石から派生したものであり、そのうちの1つ（玉座の下）はルキアノスの別の記述、やはり古代ギリシアの画家ゼウクシスが描いた「ケンタウロスの家族」を再現したものである。概して、装飾彫刻の主題の多くは古典的だが、特に彫像における描写の様式はボッティチェッリの時代に由来するものである。宮殿は海のそばにあり、窓からは平坦で簡素な海が見える。多くの場合、ボッティチェッリは風景を細部まで描写することにほとんど関心がない。生きている人物像の様式は彫像とは対照的で、いずれも痩せており、かなりマニエリスム的な手法で引き延ばされている。
フレデリック・ハートによると、「『誹謗』の抑圧的効果のいくつかは、その非論理的な空間によって生じている」。ほとんどの建築要素は程度に差はあるが「欺瞞」の頭部の周囲に一貫した消失点を持っているのに対し、中央のコーニスとヴォールトはかなり低い消失点を使用している。絵画空間を横切る物語の動きは絵画空間の奥へと向かう透視図法の強い引き込む力と相反している。

## 来歴

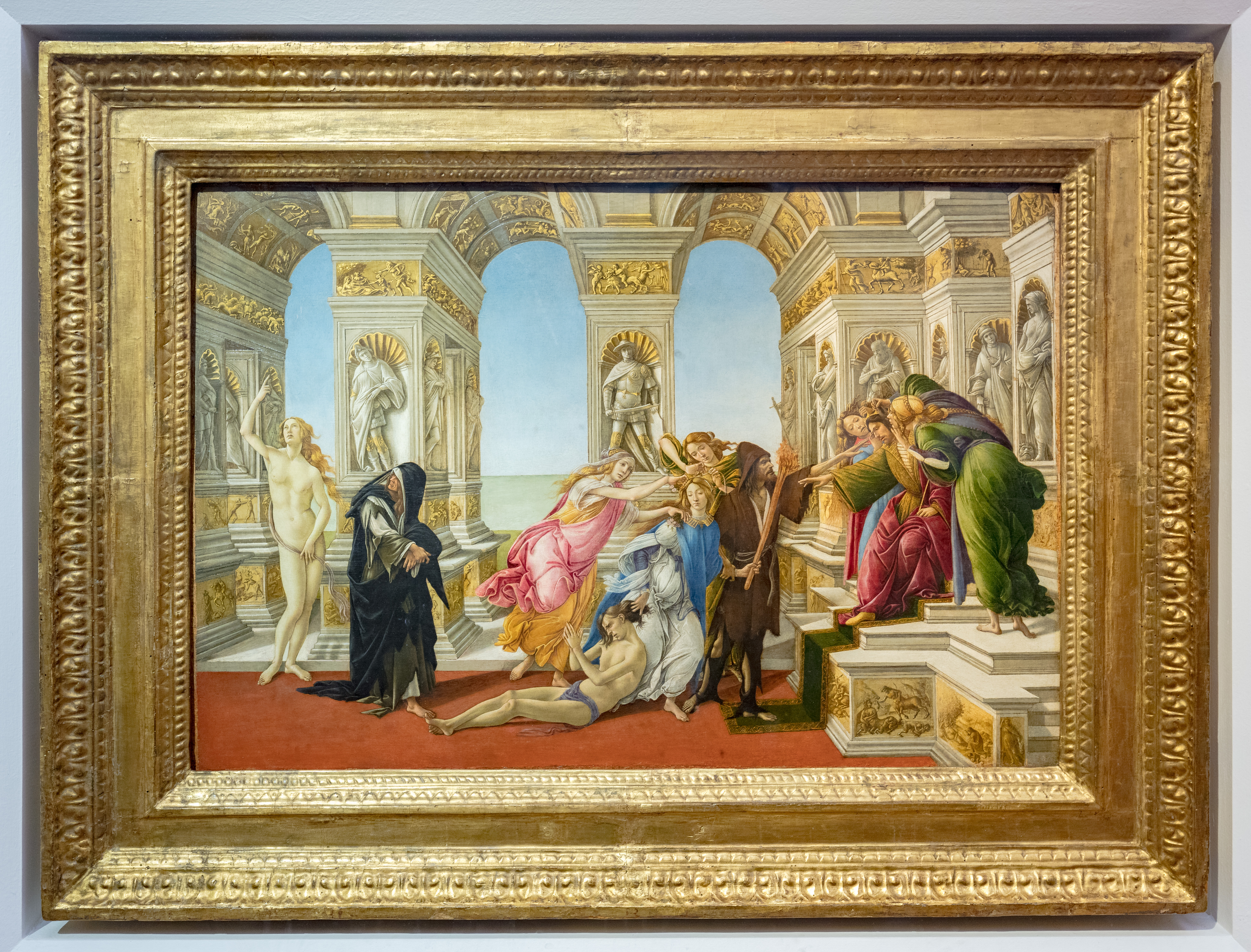
額縁。

本作品の制作から数十年後、ジョルジョ・ヴァザーリは1497年以降に教皇庁造幣局を監督したフィレンツェの銀行家アントニオ・セーニャ・グイディ（Antonio Segna Guidi, 1460年-1512年頃）の息子のコレクションで本作本を見ている。ヴァザーリは絵画がボッティチェッリからの贈物であったと述べており、もし彼が自身のために絵画を制作したのであるならば、しばらくして考えを変えたようである。
フレデリック・ハートは、特に「悔悟」の白衣の上にまとった黒いローブをドミニコ会のものと見なすことができることから、神権政治を行ったドミニコ会修道士ジローラモ・サヴォナローラを敵から守るために本作品を制作したと見なしたいという誘惑に言及している。サヴォナローラは1497年5月12日に破門された。しかしサヴォナローラは説教を続け、フィレンツェ政府が止めるよう圧力をかけたことにより、ようやく1498年3月18日に説教をやめた。サヴォナローラは最終的に1498年5月23日に処刑された。ハートは「･･･誰も絵画が1497年あるいは1498年ぐらい遅い頃の作品であるとは考えていないようである。なぜそうそう考えないのだろうか？」と述べている。
その後、ピッティ宮殿のメディチ家のコレクションとなり、1773年までにウフィツィ美術館に収蔵された。

## ギャラリー

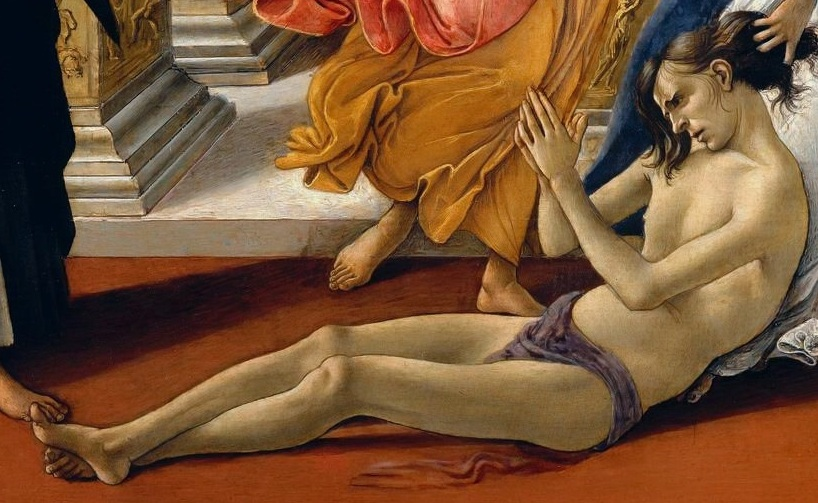
手を合わせる「無実」